# Mannen på balkongen (film)
Mannen på balkongen är en svensk/tysk film från 1993, regisserad av Daniel Alfredson. Utöver Alfredson skrevs manuset av Jonas Cornell. Detta är den fjärde filmen med Gösta Ekman som Martin Beck och Rolf Lassgård som Gunvald Larsson, och hade biopremiär den 26 november 1993.

## Handling
En seriemördare håller Stockholm i ett järngrepp. Småflickor attackeras, våldtas och mördas brutalt i Stockholms parker. Kriminalkommissarie Martin Beck och hans team famlar i mörker med två mordoffer utan närhet till misstänkt. Man har två vittnen; en treårig pojke som pratade med gärningsmannen och en rånare som inte drar sig för att misshandla gamla kvinnor för att lyckas med sina brott. Polisen inser att denna rånare har begått ett av sina rån under samma tidpunkt som våldtäktsmannen varit framme, på samma plats. Polisens enda spår efter en psykiskt sjuk flickmördare är en farlig rånare som man än så länge inte vet något om.

## Om filmen
Filmen är en av flera svensk/tyska samproduktioner om Martin Beck som polis. Övriga filmer är Roseanna (1993), Brandbilen som försvann, Polis polis potatismos, Polismördaren, Stockholm Marathon. Enligt många kritiker och fans är Mannen på balkongen Gösta Ekmans absolut bästa rollprestation som Martin Beck. Filmen belönades med en Guldbagge för bästa manus (Jonas Cornell och Daniel Alfredson) vid Guldbaggegalan 1994. Daniel Alfredson nominerades även för bästa regi, och filmen nominerades till bästa film (Hans Lönnerheden) samt bästa foto (Peter Mokrosinski).

## Mannen på balkongen på DVD
Efter att tidigare ha funnits utgiven i orenoverad version på DVD tog SF under 2005 beslutet att ge ut samtliga Beck-filmer på dvd där Gösta Ekman spelar Martin Beck i en Beck-box vid namn "BECK x 6" i renoverade versioner där följande filmer ingick: Roseanna, Brandbilen som försvann, Polis polis potatismos, Mannen på balkongen, Polismördaren, Stockholm Marathon. Denna box släpptes den 9 november 2005. Nu har även separata utgåvor släppts.

## Rollista
- Gösta Ekman – Martin Beck
- Kjell Bergqvist – Lennart Kollberg
- Rolf Lassgård – Gunvald Larsson
- Niklas Hjulström – Benny Skacke
- Tova Magnusson-Norling – Putte Beck
- Jonas Falk – Stig-Åke Malm
- Bernt Ström – Einar Rönn
- Ulf Friberg – Åke Persson
- Ing-Marie Carlsson – Gun Kollberg
- Magdalena Ritter – Susanne Grassman
- Carl-Magnus Dellow – Polisbefäl
- Michael Kausch – Fransson
- Udo Schenk – Miroslav Dragan
- Åsa Göransson – Lisbeth Karlström
- Monica Nielsen – Kiosktanten
- Lars Haldenberg – Kioskägare
- Carina Jingrot – Bettan
- Eva Dahlman– Dagisfröken
- Anna von Rosen – Fru Oskarsson
- Yvonne Schaloske – Fru Svensson
- Gino Samil – Ingmarsson
- Mats Arehn – Kioskkund
- Ellen Swedenmark – Karin
- Christina Ådén – Eva
- Elias Ringqvist – Pelle
- Fredrik Ådén – Erik
- Maj Sjöwall – Lärarinna
- Johanna Ström – Lena
- Gösta Bredefeldt – Lodaren
- Kåre Mölder – Medborgare Lindgren
- Pär Ericson – Medborgare Fredriksson
- Annikki Wahlöö – Polis på sjukhus